# Illustration naturaliste
L'illustration naturaliste est une discipline à la fois artistique et scientifique, qui regroupe notamment  l'illustration botanique (qui incluait autrefois les sujets mycologiques), l'illustration anatomique et l’illustration de minéraux, de fossiles et de  coquillages.
Elle est présente dès la fin du XVIIe siècle dans les études faites dans le cadre de l’histoire naturelle et concerne d'abord la botanique, la zoologie et le corps humain, avec de grands noms comme Nicolas Robert (1614-1685), Jean Joubert (1643–1707), Charles Plumier (1646-1704), Claude Aubriet (1665-1742) ou Françoise Basseporte (1701-1780) auxquels on doit des milliers de vélins. Au XIXe siècle des auteurs comme Eugène de Ransonnet-Villez (de) s'intéressent aussi au monde subaquatique, et depuis le XVIIIe siècle, les biologistes publient un nombre croissant de dessins réalisés à l'aide du microscope.
Toujours au XVIIIe siècle, des auteurs tels Philippe-Isidore Picot de Lapeyrouse s'intéressent aussi aux milieux naturels des Pyrénées, et depuis le XVIIIe siècle, les naturalistes vont publier un nombre croissant d’illustrations de leurs excursions dans les montagnes ou à l’étranger.

## Galeries

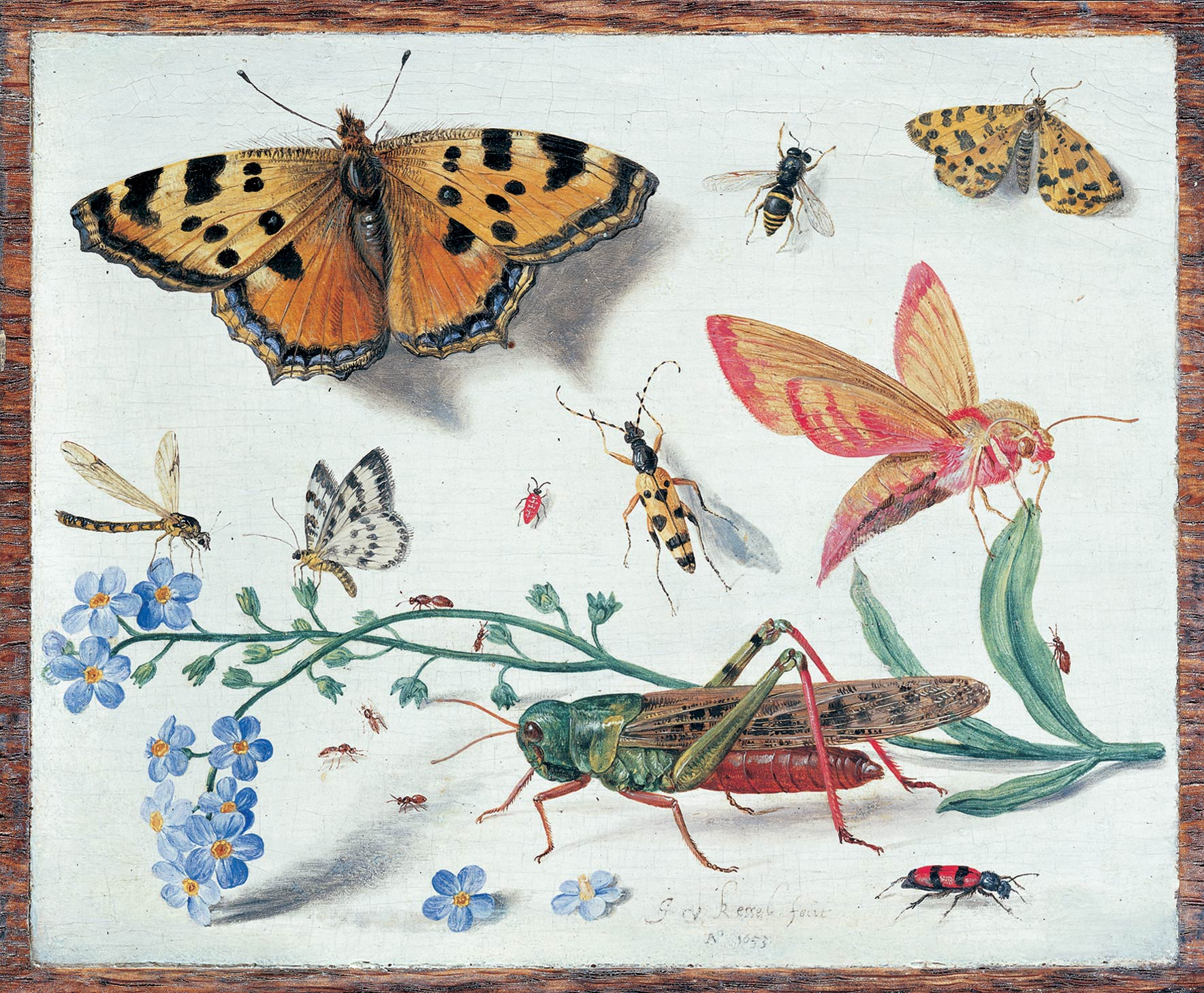
A)
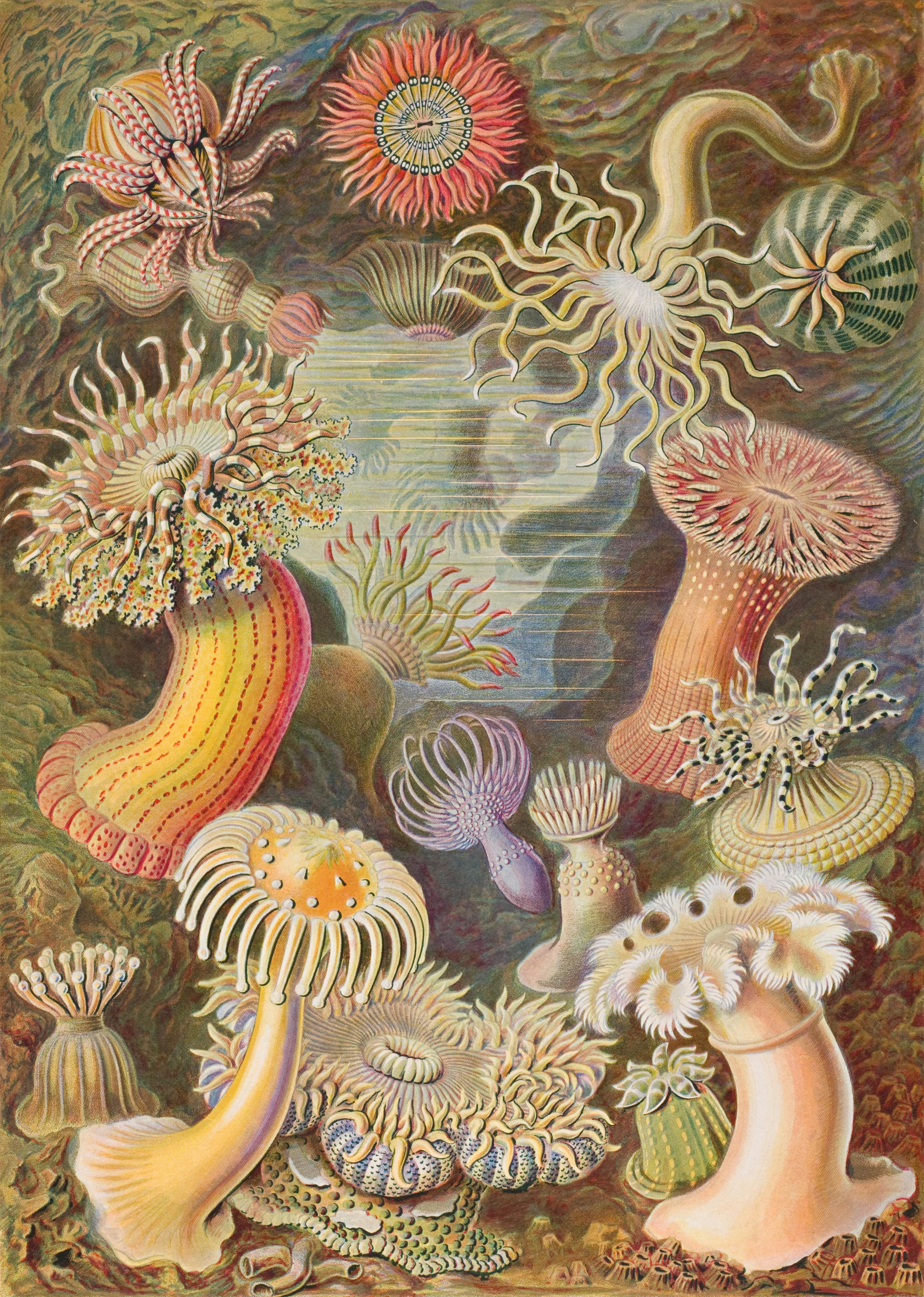
B)
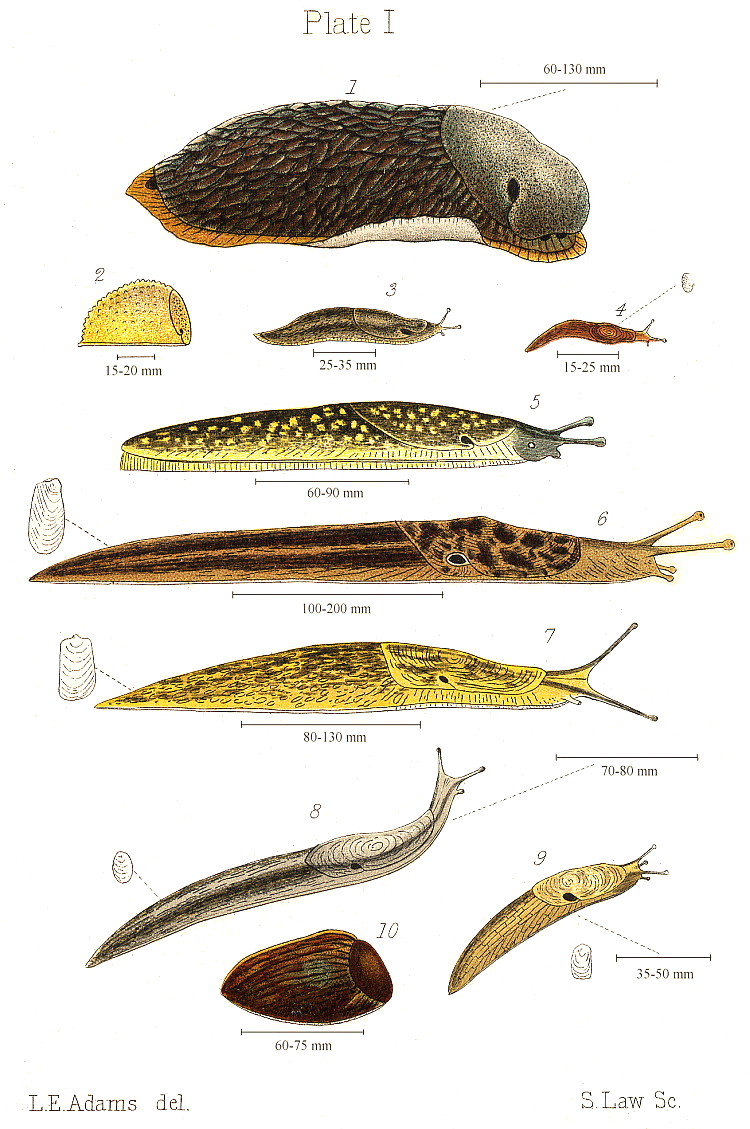
C)
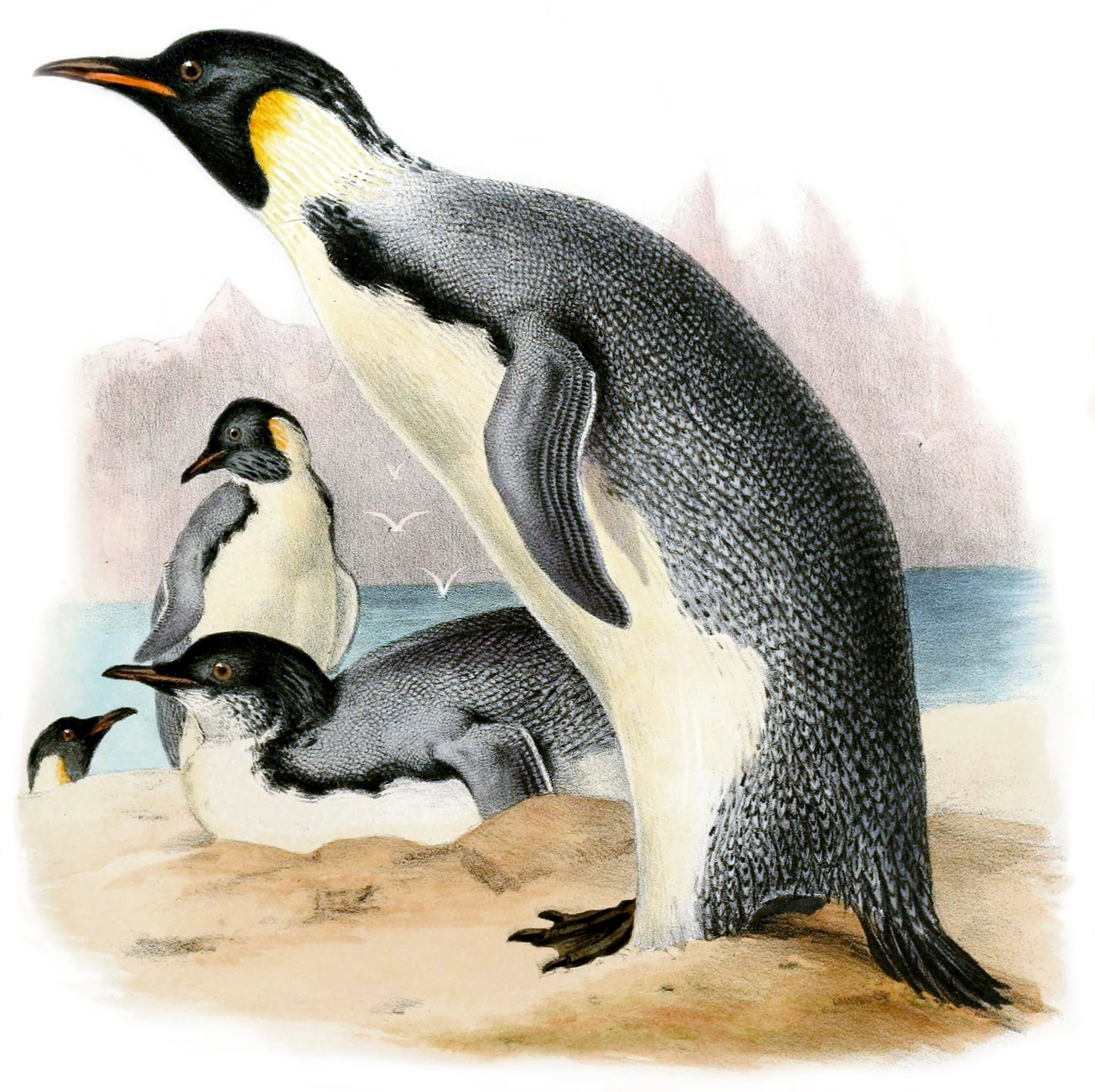
D)
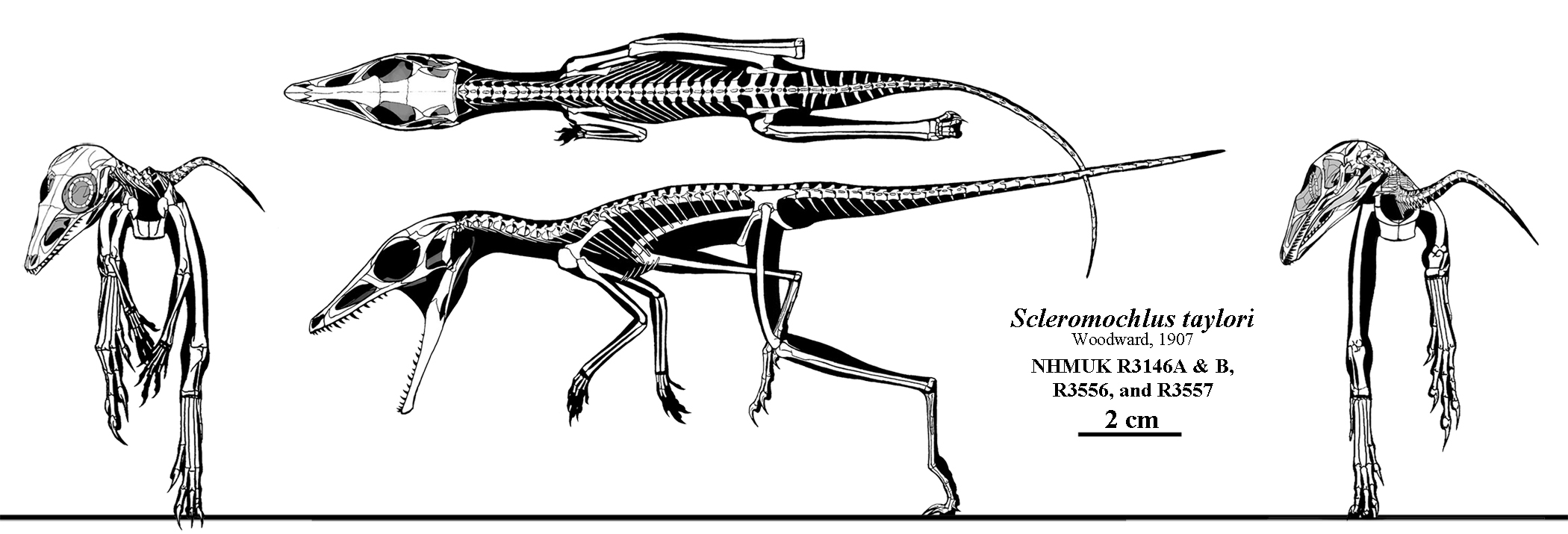
E)
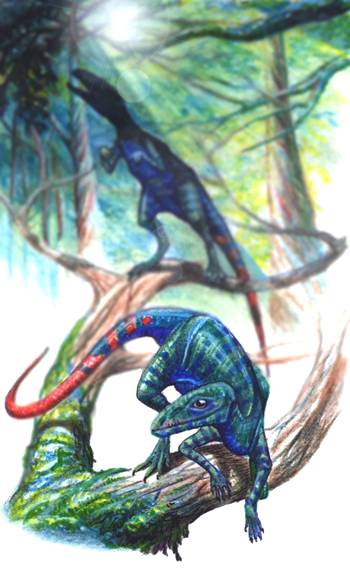
F)
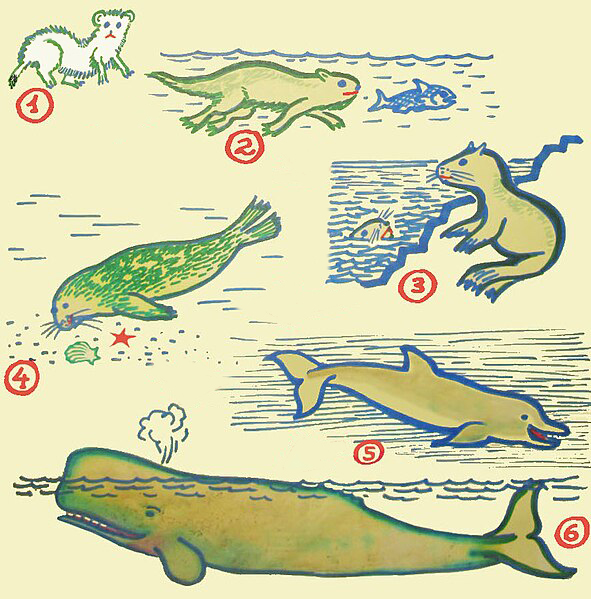
G)
H)
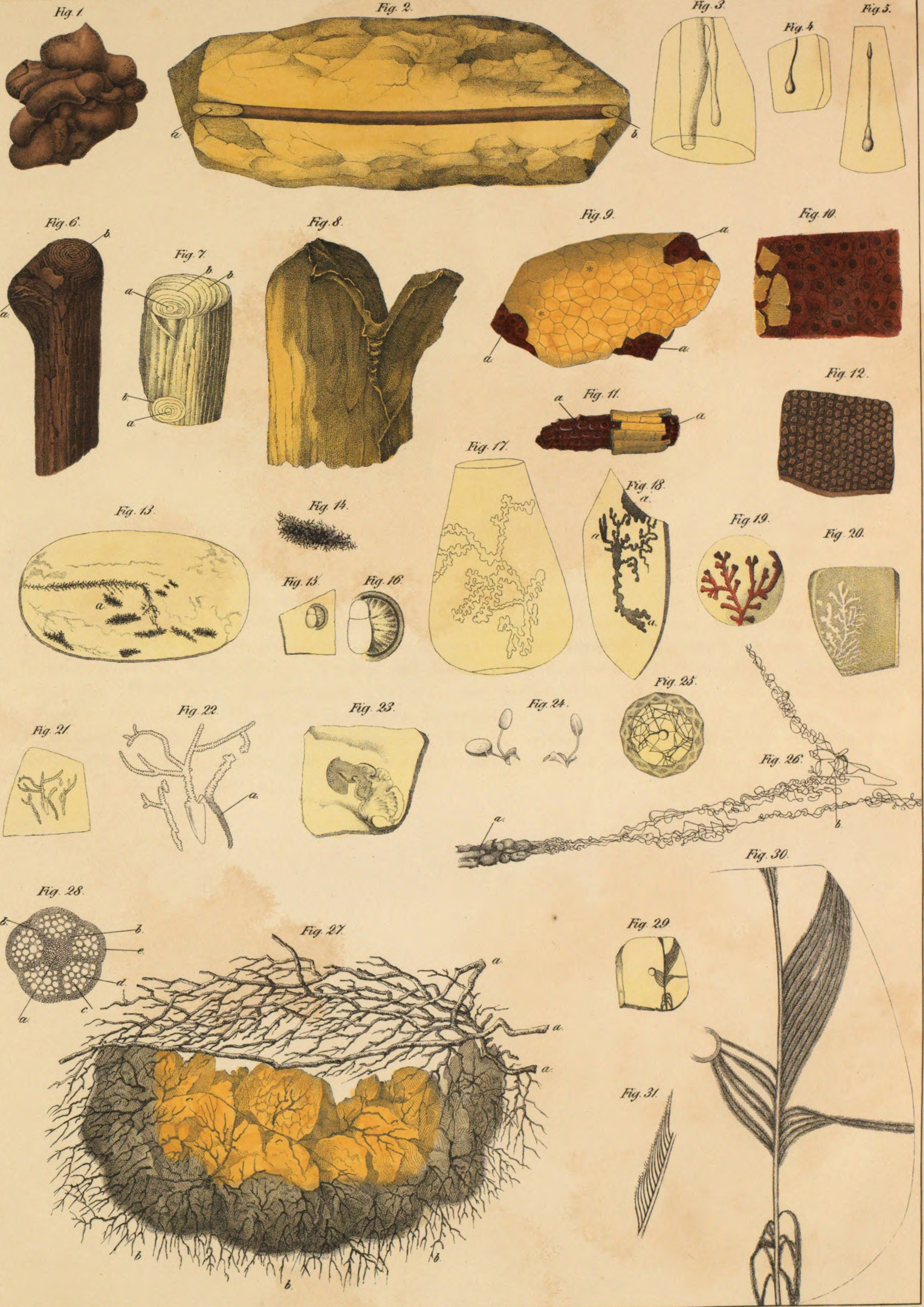
İ)
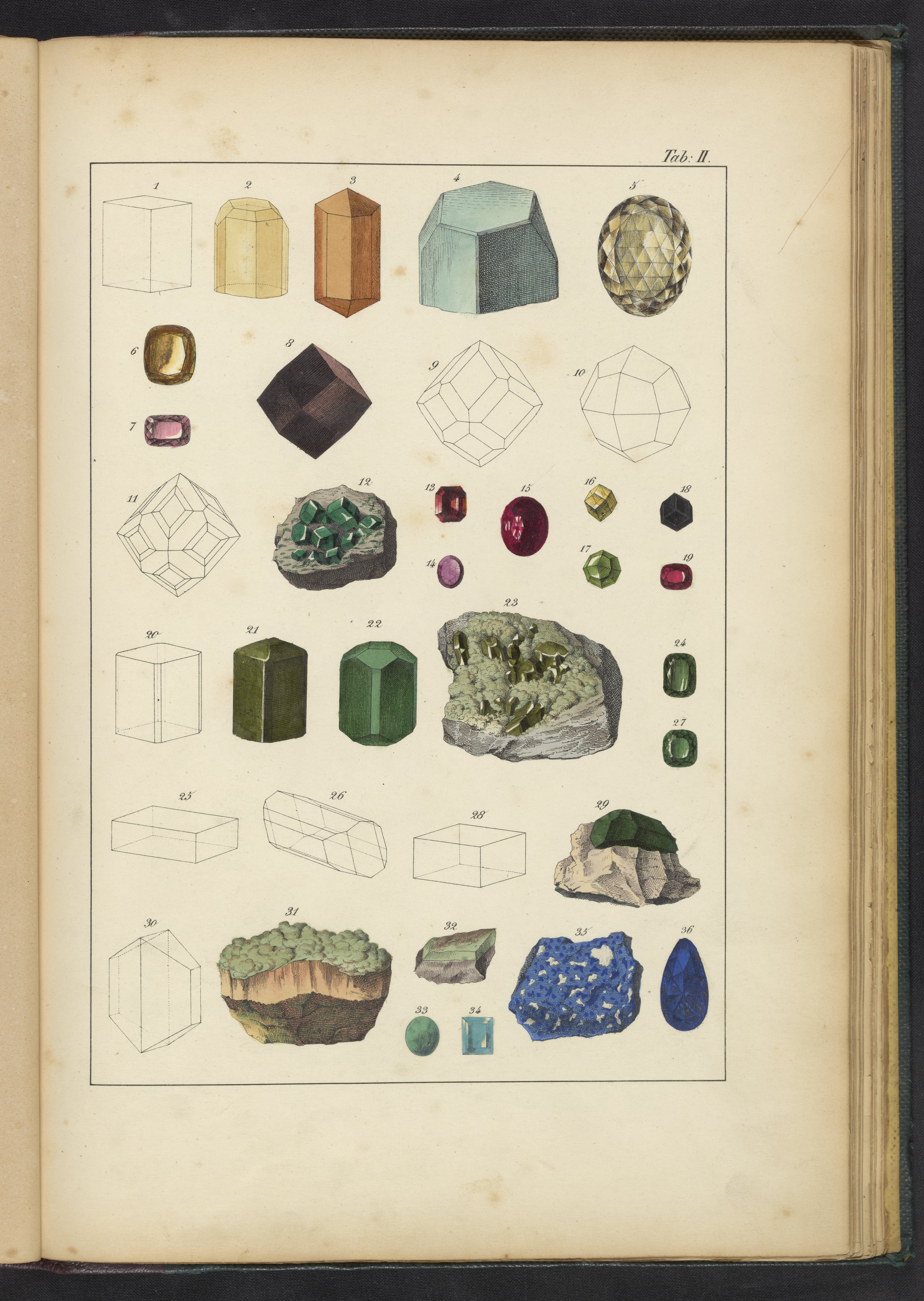
J)

Légendes :
A) Illustration naturaliste de seize insectes et d'un brin de lin par Jan van Kessel, 1653, galerie Müllenmeister ; 
B) Illustration naturaliste portant sur les anémones de mer, par Ernst Haeckel, 1904, dans les Formes artistiques de la nature ;
C) Illustration naturaliste de neuf limaces par Lionel Ernest Adams (1854–1945) ;
D) Manchot empereur par Charles Joseph Hullmandel ;
E) Dessin à l'encre de Chine ou numérique du squelette de l'espèce fossile Scleromochlus taylori, respectant la déontologie scientifique, sans couleurs ni imagination et se conformant aux règles de l'anatomie comparée : ces dessins non-artistiques sont les seuls « conformes » aux fossiles ;
F) Illustration paléoartistique du même Scleromochlus taylori, par Pavel Riha, restitué selon l'hypothèse arboricole : les couleurs sont imaginaires (on s'inspire de celles des espèces actuelles occupant les mêmes niches écologiques) et c'est pourquoi la totalité des restitutions en couleurs sont par définition « non-conformes »;
G) Dessin au feutre montrant six adaptations de mammifères au milieu aquatique, de la plus succincte (mustélidé nageant occasionnellement) à la plus poussée (cachalot vivant exclusivement en mer) en passant par des variantes intermédiaires (loutre, otarie, phoque, dauphin) ;
H) Flore et faune de l'écozone paléarctique par altitude, illustration pour enfants ;
İ) Dessin de fossiles dans l'ambre ;
J) Dessin de minéraux.

## Médiums
Durant des siècles, les médiums ont été le dessin naturaliste, la peinture, la fresque, la gravure, puis la lithographie et la photographie avant l'apparition de la vidéo, éventuellement stéréoscopique et des fichiers et modèles numériques (pouvant parfois permettre l'impression 3D).

### Le dessin
Le dessin naturaliste (pouvant être aquarellé ou gouaché) est un support qui, avant l'apparition de la photographie et du cinéma, permettait, si l'auteur était scientifique et précis, de restituer avec exactitude l'aspect d'un paysage, d'une roche, d'un minéral ou d'un être vivant, en vie ou mort. Il permet aussi de rendre compte, par exemple, de notions comme l'adaptation, la transformation, l'évolution.

### La gravure
La gravure peut avoir pour support une estampe : c'est une technique d’impression qui permet de reproduire une œuvre par la presse (ainsi la lithographie est l’une des techniques de l’estampe qui consiste à dessiner sur une pierre calcaire), du parchemin ou bien du papier (cas des vélins). Elle utilise plusieurs techniques. Les plus utilisées dans les illustrations naturalistes sont celles de la gravure en taille-douce, la gravure sur cuivre et celle au lavis.
L. F. Duruisseau, appelé aussi « Antoine Duruisseau » dans certains textes, est né en 1754 à Paris, et mort dans les années 1800. Il fait partie des graveurs français du XVIIIe siècle. Sa spécialité est la gravure au lavis, et il pratiquait très bien le dessin. Dans l’ « IDREF », il est mentionné qu’il a participé à l’exposition de 1795 au Salon de Paris.
Il a réalisé de nombreuses gravures, dont sa plus importante production : l’ouvrage Figures de la flore des Pyrénées avec des descriptions des notes critiques et des observations, écrit par Philippe Picot de Lapeyrouse. Il va participer à cette production et être associé à des peintres, tels que Laferrerie et de Pierre Joseph Redouté. Duruisseau a réalisé 68 gravures avec Laferrerie et 20 gravures avec Pierre Joseph Redouté. Il va aussi coopérer avec Jean-Jacques François Le Barbier en réalisant 12 gravures, 2 avec Philippe-Louis Parizeau, mais aussi Lavandier, Sarrazin, D’Étienne, Claude Nicolas Ledoux, Auguste Lesouëf, Le Clerc, Legrand et Delafosse. Il ne va pas seulement faire des illustrations naturalistes. Son intérêt va se faire sentir par ses gravures représentant de nombreux paysages où la nature est imposante. De plus, il va aussi faire des gravures de corps humains, ainsi que des gravures en lien avec les sciences pures (mathématiques, chimie, physique).
Johann Georg Sturm est né le 9 mars 1742 à Nuremberg et mort le 9 avril 1793 dans cette même ville. Il est spécialiste dans la gravure sur cuivre qu’il apprend à Bâle. Son fils, Jacob W. Sturm (1771-1848), est un naturaliste allemand et entomologiste connu. Sturm réalise des portraits et des paysages naturels. Il est aussi un illustrateur d’histoire naturelle qui produit des plaques pour le Fructibus et Seminibus Plantarum de Joseph Gaertner.
Sturm est appelé en 1795 pour réaliser des illustrations de fossiles pour l’ouvrage : Description de plusieurs espèces d’orthocératites et d'ostracites de  Philippe Picot de Lapeyrouse. 
Niusbiegel, graveur allemand, va aussi faire partie de la publication de Joseph Gaertner, ainsi que celle de Picot de Lapeyrouse pour une seule des illustrations.
Ernst Haeckel est un naturaliste et philosophe allemand, né le 16 février 1834 et mort le 8 août 1919. Biologiste important, il contribue à la reconnaissance des théories de Charles Darwin en Allemagne et développe ses propres théories. Il fait découvrir de nombreuses espèces marines notamment des micro-organismes et des méduses. Il publie ses découvertes dans plusieurs ouvrages notamment dans Formes artistiques de la nature paru en 1904. Cet ouvrage est l'œuvre majeure du scientifique à la fois pour les nombreuses espèces qu'il y recense mais également par ses nombreuses et magnifiques gravures. Passionné d'art et précis scientifiquement, Haeckel illustre minutieusement le monde marin qu'il observe. Grâce à lui, le grand public peut observer ce qui lui était jusqu'alors inaccessible. Les illustrations d'Haeckel influencent de nombreux artistes comme Constant Roux pour les lustres en verre qu'il dessine pour le musée océanographique de Monaco. L'œuvre d'Ernst Haeckel a une large résonance à la fois dans le monde scientifique, et dans le monde de l'art de par ses illustrations botaniques qui inspirent des artistes fondateurs du mouvement Art nouveau comme René Binet.

### La peinture
Les couleurs dans les illustrations sont très importantes afin de donner un réalisme et des détails visuels. Elles montrent chaque spécificité des objets, contrairement au blanc et noir qui accentuent les détails des naturalia.
Les techniques utilisées pour la couleur sont en particulier l’aquarelle, les pastels ainsi que la gouache.
On a pu constater que Duruisseau utilisait aussi la sanguine dans ces œuvres. Elle permet de donner une couleur orangée.
A titre d’exemple, Redouté fait partie des peintres de référence. Il est considéré comme un grand illustrateur à Paris. Les femmes de la cour font de nombreuses commandes d’illustrations de fleurs. Il est reconnu pour son talent de dessinateur de fleurs réalisées avec beaucoup de détails à l’aquarelle. Les ombres, la finesse des traits et la transparence des fleurs en ressortent. De nombreuses commandes ont été faites en Province par des naturalistes comme Pyrame de Candolle, ou bien encore Philippe Picot de Lapeyrouse. Il exécute 23 illustrations dans l’ouvrage des Figures de la flore des Pyrénées avec des descriptions des notes critiques et des observations.
Laferrerie, architecte à Toulouse aurait été formé par Philippe Picot de Lapeyrouse qui lui aurait appris à colorer des illustrations. Sa signature est présente sur les illustrations du même recueil dans lequel Redouté a participé : Figures de la flore des Pyrénées avec des descriptions des notes critiques et des observations.

### Modèles tridimensionnels
Des modèles tridimentionnels surtout destinés à la recherche et à l'enseignement ont aussi été réalisés (cires anatomiques, Modèles Brendel, modèles en papier mâché du docteur Louis Auzoux, modèles de verre soufflé et filé de Léopold et Rudolf Blaschka), etc.

### Supports numériques
Le médium papier/imprimerie tend à être remplacé par l'image numérique, de plus en plus diffusée et consultée via Internet.

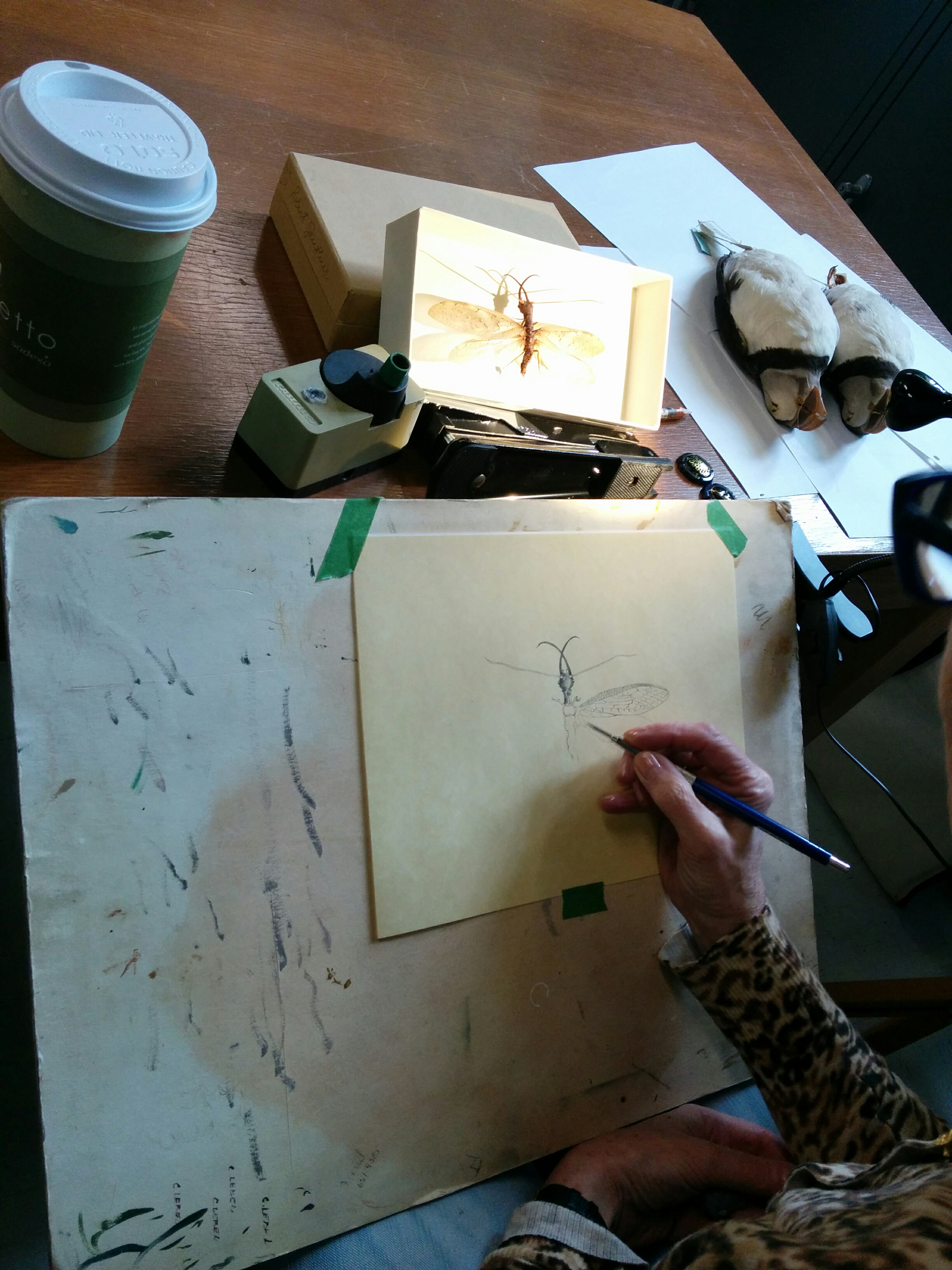
Dessin d'un Mégaloptère
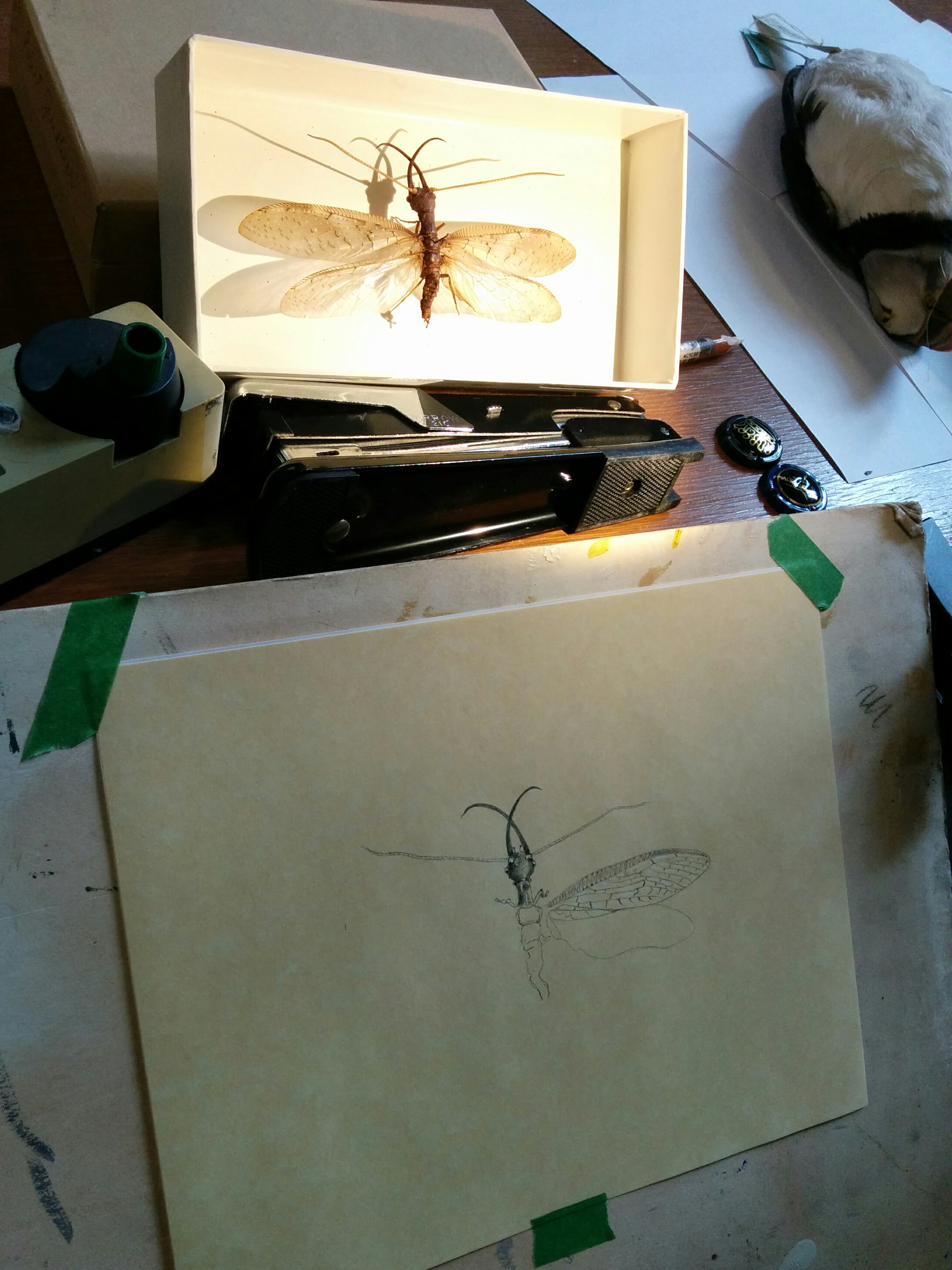
Dessin d'un Mégaloptère

## Commande des illustrations
Philippe Picot de Lapeyrouse, naturaliste toulousain met en place à l’Académie des Sciences une nouvelle discipline spécifique qui porte sur la botanique générale. Il élabore sa propre pédagogie en allant sur le terrain pour étudier. De plus, il montre à ses élèves les différentes observations et expérimentations qu’il a lui-même réalisées par ses nombreuses excursions. Il crée le Jardin des Plantes de Toulouse.
À partir de ses excursions, il réalise des ouvrages scientifiques sur ses observations et ses analyses. Il prend la décision d’insérer dans une deuxième partie de ses ouvrages des illustrations. En 1781, Lapeyrouse publie la Description de plusieurs espèces d'orthocératites et d'ostracites, et en 1795, il écrit Figures de la flore des Pyrénées avec des descriptions des notes critiques et des observations. Son but est de mettre des illustrations de plantes rares, ainsi que de fossiles pour illustrer ses propos. Ayant hérité d’une grande fortune de son oncle, il permet de faire réaliser ses œuvres par des grands artistes. Il commande à Redouté ses représentations de saxifrages dont il fait une monographie dans son ouvrage. À partir de ses écrits, il est précisé que les illustrations sont réalisées sur place, et qu’il voulait avoir son avis sur ces réalisations.
Nous pouvons certifier leur présence par une signature (authentifie les illustrations) mais aucune note n’est présente sur la date de leur réalisations.
Redouté aurait réalisé 23 illustrations dans cet ouvrage.
On peut voir que les plantes ne sont pas les seules à être représentées. Lapeyrouse veut aussi dessiner tous les fossiles qu’il a observés et classés dans son ouvrage.